# Sulfoconjugaison
La sulfoconjugaison est la réaction chimique qui permet la formation d'une nouvelle molécule par fixation sur un substrat (Glycoprotéine, Glycosaminoglycane et Protéoglycane généralement) d'un ion sulfate.
Cette réaction se produit souvent dans l'organisme humain pour permettre d'éliminer un produit toxique (ou un médicament). Elle se produit essentiellement dans le foie grâce à l'action d'une coenzyme: la Phosphoadénylyl phosphosulfate (P.A.P.S.). La nouvelle molécule est ainsi plus soluble dans l'eau et peut être plus facilement éliminée par les reins.